# Kitto Daijōbu
«Kitto Daijōbu» (きっと大丈夫?) es el decimosexto sencillo de la boy band japonesa Arashi. El sencillo fue lanzado en dos ediciones; una edición normal que contiene una pista adicional y karaokes de todas las canciones del sencillo y una edición limitada que contiene un DVD del video musical del sencillo. El sencillo debutó en el número de la lista Oricon con una venta inicial de 160.240 copias.

## Información del sencillo

### «Kitto Daijōbu»
- Letras: Spin
- Letras del Rap: Shō Sakurai
- Compuesto y arreglado por: Shinnosuke (Soul'd Out)

### «Harukaze Sneaker»
- Letras: Akatsuki Kitagawa
- Compuesto por: Trevor Ingram
- Arreglado por: Chokkaku

### «Na! Na! Na!»
- Letras: Spin
- Letras del Rap: Shō Sakurai
- Compuesto por: Takehiko Ida
- Arreglado por: Ha-j

## Lista de pistas
- Edición Lista de pistas

| Pista # | Título de pista                                         | Duración |
| ------- | ------------------------------------------------------- | -------- |
| 1       | «Kitto Daijōbu» ("きっと大丈夫")                        | 4:53     |
| 2       | «Harukaze Sneaker» ("春風スニーカー")                   | 4:38     |
| 3       | "NA! NA! NA!                                            | 3:13     |
| 4       | «Kitto Daijōbu» (Karaoke) ("きっと大丈夫"カラオケ)      | 4:53     |
| 5       | «Harukaze Sneaker» (Karaoke) ("春風スニーカー"カラオケ) | 4:38     |
| 6       | "NA! NA! NA!" (Karaoke)                                 | 3:13     |

- Edición Limitada Lista de pistas

| Pista # | Título de pista                       | Duración |
| ------- | ------------------------------------- | -------- |
| 1       | «Kitto Daijōbu» ("きっと大丈夫")      | 4:53     |
| 2       | «Harukaze Sneaker» ("春風スニーカー") | 4:38     |

- Edición Limitada DVD Lista de pistas

| Pista # | Título de pista                  |
| ------- | -------------------------------- |
| 1       | «Kitto Daijōbu» ("きっと大丈夫") |